# 高山将行
高山 将行（たかやま まさゆき、1962年11月29日 - ）は、日本の経営者。MBSメディアホールディングス社長。

## 経歴・人物
兵庫県出身で、京都大学法学部を卒業した1985年に毎日放送へ入社。入社後は、毎日放送で取締役、常務を歴任し、2020年にはMBSメディアホールディングス取締役に就任。2022年からMBSメディアホールディングス社長、2023年からRKB毎日ホールディングス社外取締役を務めている。